# Сібуіті
Сібуічі (яп. 四分一, дос. «чверть») — сплав срібла і міді у пропорції 1 частина срібла до 3-х частин міді. Використовується у техніці мокуме ґане. Патинується у сині та зелені колір з допомогою рокусьо.